# Eric Papilaya
Eric Papilaya (født d. 9. juni 1978) er en østrigsk sanger, som repræsenterede Østrig ved Eurovision Song Contest 2007 med sangen "Get a life, get alive". Sangen kvalificerede sig ikke videre fra semifinalen, og blev placeret næstsidst med 4 point, ud af hele 28 deltagende lande. 